# Petersham (Massachusetts)
Petersham – miasto w Stanach Zjednoczonych, w stanie Massachusetts, w hrabstwie Worcester.